# Bligny, Marne
Bligny är en kommun i departementet Marne i regionen Grand Est (tidigare regionen Champagne-Ardenne) i nordöstra Frankrike. Kommunen ligger i kantonen Ville-en-Tardenois som tillhör arrondissementet Reims. År 2022 hade Bligny 115 invånare.

## Befolkningsutveckling
Antalet invånare i kommunen Bligny
| Referens: INSEE |